# Blood Stained Love Story
Blood Stained Love Story é o quinto álbum de estúdio da banda Saliva, lançado a 23 de Janeiro de 2007.
É o primeiro álbum da banda com o novo guitarrista Jonathan Montoya, após a saída de Chris D’abaldo.
O disco estreou-se na Billboard 200 no nº 19, tendo vendido 31 mil cópias na primeira semana.
| Críticas profissionais                                                      | Críticas profissionais |
| Avaliações da crítica                                                       | Avaliações da crítica  |
| Fonte                                                                       | Avaliação              |
| --------------------------------------------------------------------------- | ---------------------- |
| allmusic                                                                    | [ 2 ]                  |
| Metal Hammer                                                                | [carece de fontes?]    |
| Rolling Stone                                                               | [ 3 ]                  |
| TuneLab Music                                                               | [ 4 ]                  |
| Esta tabela precisa de ser acompanhada por texto em prosa. Consulte o guia. |                        |

## Faixas
1. "Ladies and Gentlemen" - 3:37
2. "Broken Sunday" - 3:53
3. "Never Gonna Change" - 4:09
4. "King Of The Stereo" - 3:42
5. "One More Chance" - 3:55
6. "Going Under" - 3:56
7. "Twister" - 3:18
8. "Black Sheep" - 5:23
9. "Starting Over" - 3:59
10. "Here With You" - 4:06

## Créditos
- Paul Crosby - Bateria
- Dave Novotny - Baixo, vocal de apoio
- Josey Scott - Vocal
- Wayne Swinny - Guitarra, guitarra rítimca, vocal de apoio
- Jonathan Montoya - Guitarra